# Lisa Fruchtman
Lisa Fruchtman (* August 1948) ist eine US-amerikanische Filmeditorin, die einen Oscar für den besten Schnitt gewann, und weitere zweimal für einen Oscar sowie mehrere andere Filmpreise nominiert war.

## Leben
Lisa Fruchtman studierte nach dem Schulbesuch an der University of Chicago und schloss dieses Studium 1970 mit einem Bachelor of Arts (A.B.) ab. Sie begann ihre Laufbahn als Editorin in der Filmwirtschaft Hollywoods 1973 bei dem dokumentarischen Kurzfilm Ten: The Magic Number und wirkte bis heute bei der Herstellung von über 25 Filmen mit.
1980 wurde sie zusammen mit Richard Marks, Walter Murch und Gerald B. Greenberg erstmals für einen Oscar für den besten Schnitt nominiert, und zwar für Apocalypse Now (1979) von Francis Ford Coppola, mit Martin Sheen, Marlon Brando und Robert Duvall in den Hauptrollen. Zugleich war sie für den Schnitt dieses Films für den Eddie nominiert, den Preis der American Cinema Editors (ACE), sowie für den British Academy Film Award für den besten Schnitt.
Bei der Oscarverleihung 1984 gewann sie zusammen mit Glenn Farr, Stephen A. Rotter, Douglas Stewart und Tom Rolf einen Oscar für den besten Schnitt mit dem Film Der Stoff, aus dem die Helden sind (1983) von Philip Kaufman, mit Sam Shepard, Scott Glenn und Ed Harris. Außerdem erhielt sie eine weitere Eddie-Nominierung für den besten Schnitt in einem Kinofilm.
Eine weitere Oscarnominierung für den besten Schnitt bekam sie 1991 zusammen mit Barry Malkin und Walter Murch für Der Pate III (1990) von Francis Ford Coppola mit den Hauptdarstellern Al Pacino, Diane Keaton und Andy García.
1996 erhielt sie eine weitere Eddie-Nominierung für den besten Schnitt in einem Fernsehfilm für Truman – Der Mann, der Geschichte schrieb (1995) von Frank Pierson mit Gary Sinise, Diana Scarwid und Richard Dysart, eine Verfilmung über die Rolle von US-Präsident Harry S. Truman während des Zweiten Weltkrieges. Zugleich war sie für den Schnitt in diesem von HBO produzierten Film für einen Emmy für herausragende Einzelleistungen beim Schnitt in einem Fernsehfilm nominiert.
2010 erhielt sie den Professional Achievement Award der Ehemaligenvereinigung der University of Chicago für ihre Verdienste als Filmeditorin.

## Filmografie (Auswahl)
- 1973: Ten: The Magic Number (Kurzer Dokumentarfilm)
- 1974: Der Pate – Teil II (The Godfather Part II) – Schnittassistenz
- 1979: Apocalypse Now – mit Ko-Editoren Richard Marks, Gerald B. Greenberg und Walter Murch
- 1980: Heaven’s Gate – Das Tor zum Himmel (Heaven’s Gate) – mit Ko-Editoren Gerald B. Greenberg, William H. Reynolds und Tom Rolf
- 1983: Der Stoff, aus dem die Helden sind (The Right Stuff) – mit Ko-Editoren Glenn Farr, Stephen A. Rotter, Douglas Stewart und Tom Rolf
- 1986: Gottes vergessene Kinder (Children of a Lesser God)
- 1986: Captain EO (Kurzfilm) – mit Ko-Editor Walter Murch
- 1990: Der Pate III (The Godfather Part III) – mit Ko-Editoren Barry Malkin und Walter Murch
- 1991: Der Doktor – Ein gewöhnlicher Patient (The Doctor) – mit Ko-Editor Bruce Green
- 1993: Flucht im Mondlicht (Shimmer)
- 1995: Truman – Der Mann, der Geschichte schrieb (Truman) (TV-Film)
- 1997: Die Hochzeit meines besten Freundes (My Best Friend’s Wedding) – mit Ko-Editor Garth Craven
- 1998: Dance with Me – mit Ko-Editor William S. Scharf
- 1999: Zeugenschutzprogramm (Witness Protection) (TV-Film)
- 2002: Teknolust
- 2003: Eine Frage der Liebe (Normal)
- 2004: Der Dämon in mir (The Woodsman) – mit Ko-Editor Brian A. Kates
- 2004: Lovesong for Bobby Long – mit Ko-Editor Lee Percy
- 2006: Bonneville – mit Ko-Editorin Anita Brandt-Burgoyne
- 2012: Sweet Dreams – auch Regie & Produktion
- 2015: Love & Taxes

## Auszeichnungen
- 1984: Oscar für den besten Schnitt für Der Stoff, aus dem die Helden sind